# North Carrollton
North Carrollton es un pueblo del Condado de Carroll, Misisipi, Estados Unidos. Según el censo de 2000 tenía una población de 499 habitantes y una densidad de población de 621.5 hab/km².

## Demografía
Según el censo de 2000, había 499 personas, 226 hogares y 153 familias residiendo en la localidad. La densidad de población era de 621,5 hab./km². Había 253 viviendas con una densidad media de 315,1 viviendas/km². El 56,51% de los habitantes eran blancos, el 42,89% afroamericanos y el 0,60% pertenecía a dos o más razas. El 0,80% de la población eran hispanos o latinos de cualquier raza.
Según el censo, de los 226 hogares en el 29,6% había menores de 18 años, el 41,6% pertenecía a parejas casadas, el 22,1% tenía a una mujer como cabeza de familia y el 31,9% no eran familias. El 31,0% de los hogares estaba compuesto por un único individuo y el 19,5% pertenecía a alguien mayor de 65 años viviendo solo. El tamaño promedio de los hogares era de 2,21 personas y el de las familias de 2,71.
La población estaba distribuida en un 22,8% de habitantes menores de 18 años, un 11,2% entre 18 y 24 años, un 23,6% de 25 a 44, un 20,4% de 45 a 64 y un 21,8% de 65 años o mayores. La media de edad era 38 años. Por cada 100 mujeres había 79,5 hombres. Por cada 100 mujeres de 18 años o más, había 69,6 hombres.
Los ingresos medios por hogar en la localidad eran de 19.659 dólares ($) y los ingresos medios por familia eran 23.333 $. Los hombres tenían unos ingresos medios de 24.688 $ frente a los 17.361 $ para las mujeres. La renta per cápita para la ciudad era de 11.454 $. El 33,5% de la población y el 28,0% de las familias estaban por debajo del umbral de pobreza. El 52,0% de los menores de 18 años y el 30,5% de los habitantes de 65 años o más vivían por debajo del umbral de pobreza.

## Geografía
Según la Oficina del Censo de los Estados Unidos, la localidad tiene un área total de 0,8 km², todos ellos correspondientes a tierra firme.